# Penza
Penza (em russo:  Пе́нза) é a capital do Óblast de Penza, na Rússia.
Fica nas margens do rio Sura, 625 km a sudeste de Moscovo. A população era de 518 025 habitantes em 2002.
Nó ferroviário e centro industrial, entre as suas produções há maquinaria agrícola, madeira, relógios e bicicletas. A cidade tem escolas de formação industrial e de educação, museus e um observatório. Foi fundada como fortaleza em 1666, e esteve sujeita a frequentes ataques por parte dos tártaros da Crimeia. Localizada numa fértil região de terra negra, desenvolveu-se como centro comercial no século XVIII.

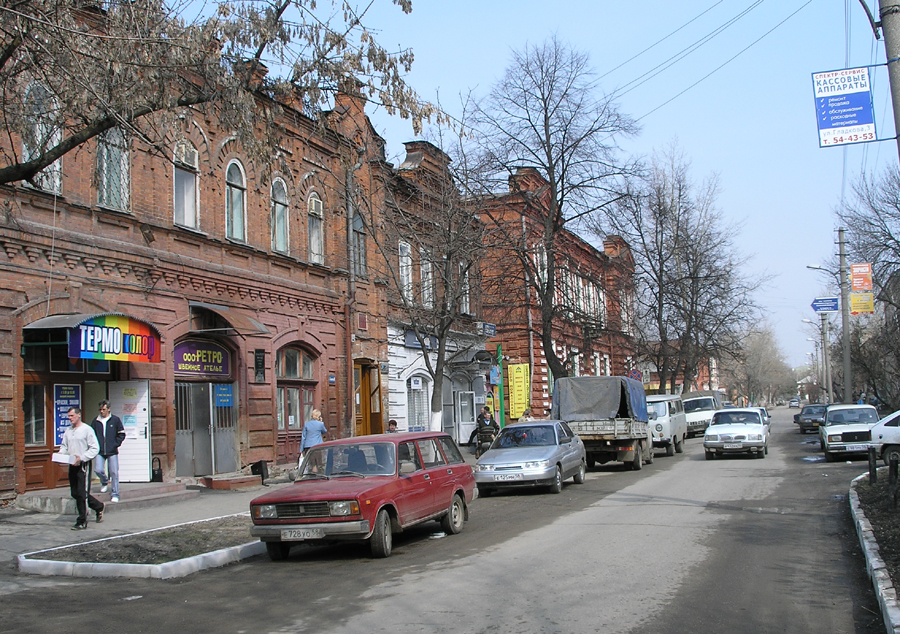
Rua de Penza

## Esporte
A cidade de Penza é a sede do Estádio Primeiro de Maio e do FC Zenit Penza, que participa do Campeonato Russo de Futebol.